# Killer's Kiss
Killer's Kiss (prt: O Beijo Assassino; bra: A Morte Passou por Perto) é um filme americano de 1955, dos gêneros drama, suspense e policial, dirigido por Stanley Kubrick.
Foi o segundo filme do diretor, que na época tinha apenas 26 anos de idade.

## Sinopse
Narrado pelo protagonista, o filme conta a história do boxeador fracassado Davey Gordon que se apaixona pela sua vizinha, uma dançarina de salão. A moça (Glória) namora seu patrão e criminoso, Vincent Rapallo, mas deixa este para ficar com o boxeador. Quando o casal está prestes a se mudar, Rapallo, enciumado, manda seus capangas ao apartamento do boxeador para matá-lo, mas acabam eliminando por engano o empresário de Gordon. Como Glória viu tudo, os capangas a sequestram e a levam para um local escondido, enquanto aguardam seu patrão. Gordon descobre a trama e segue Rapallo até o local, disposto a libertar a moça.[carece de fontes?]

## Elenco
- Frank Silveira .... Vincent Rapallo
- Jamie Smith .... Davey Gordon
- Irene Kane .... Glória Price

## Principais prêmio e indicações
Festival Internacional de Cinema de Locarno - 1959 (Suíça)
- Venceu - Melhor diretor.[5]